# エコール・サントラル・ド・リール
エコール・サントラル・ド・リール（École centrale de Lille）はフランスのリールにある大学。
1854年に設立されたエコール・サントラルを元に1872年に設立された。リール近郊ヴィルヌーヴ＝ダスクのラ・シテ・シアンティフィック（Cité scientifique）に立地する。

## 主な卒業生

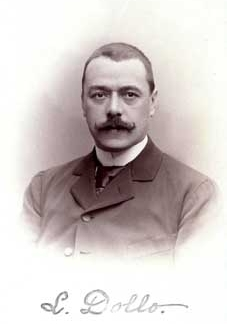
ルイ・ドロ（1877）、イグアノドンと古生物学の研究で知られる古生物学者（ドロの不可逆則）
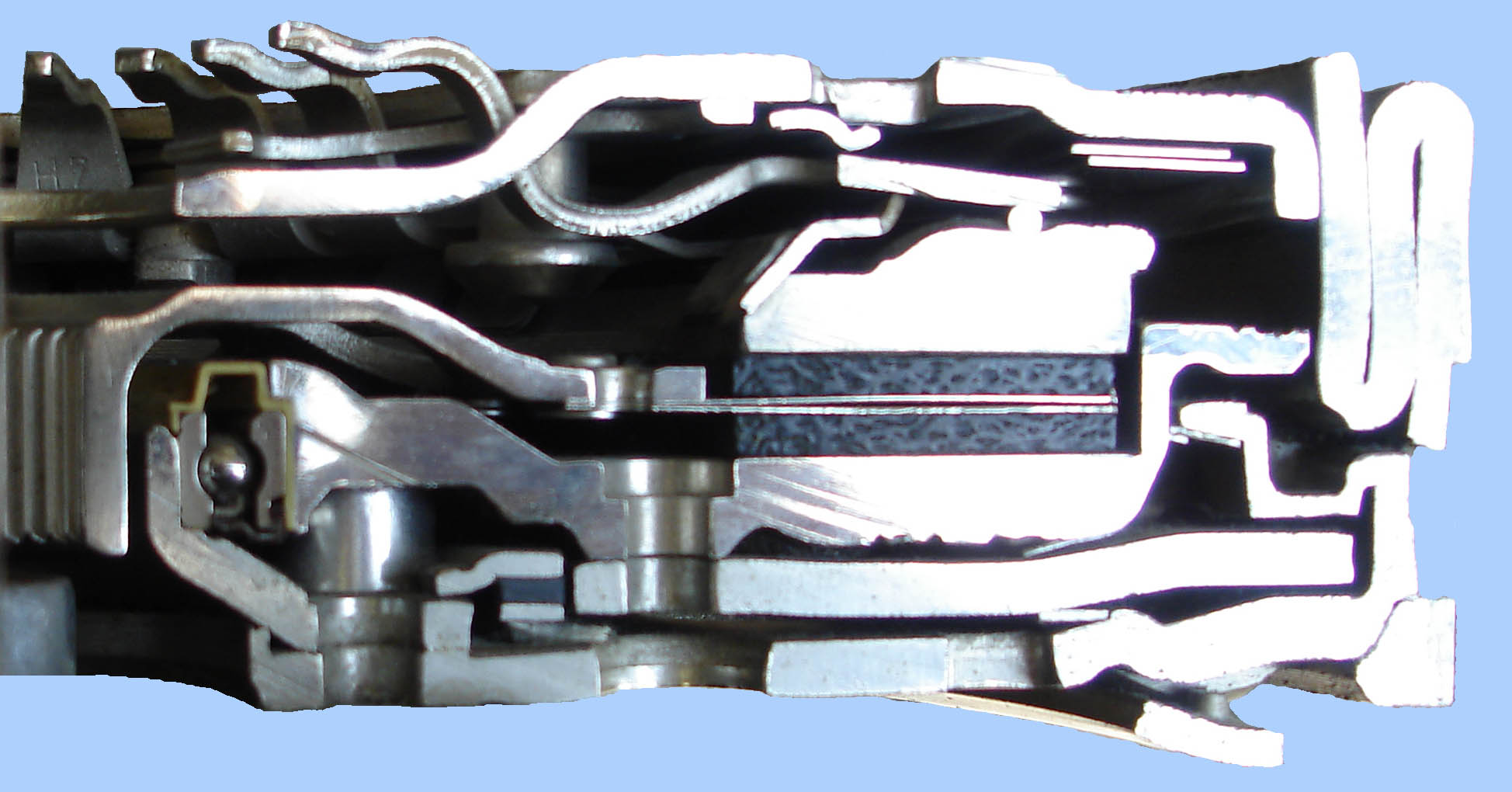
ジャック・ヴァンディエ（1895）、自動車用ブレーキとクラッチの発明者、ヴァレオ自動車サプライヤー
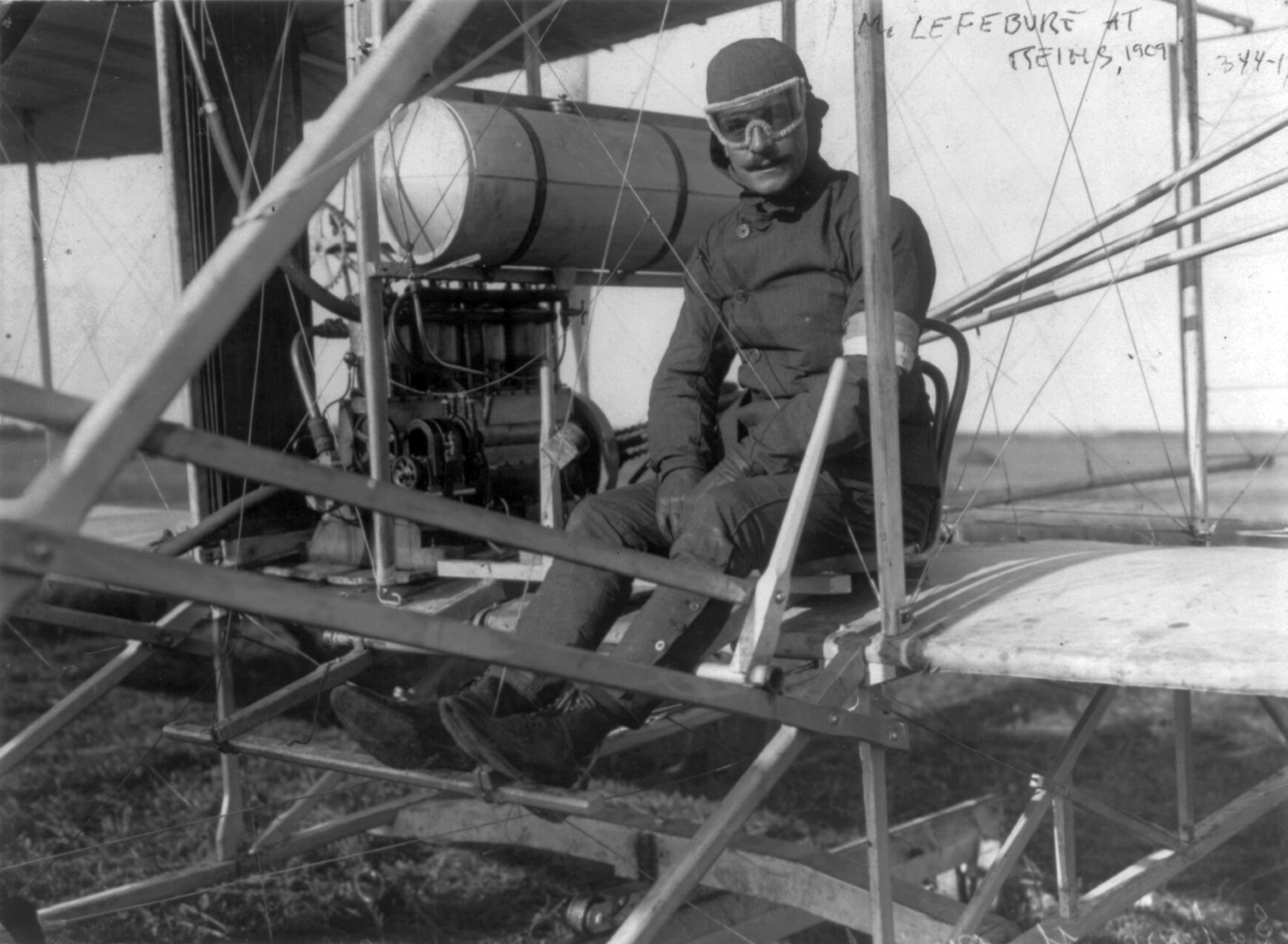
ウジェーヌ・ルフェーブル（1898）、テストパイロットであり、エンジン航空機の飛行中に事故で死亡した世界初のパイロット
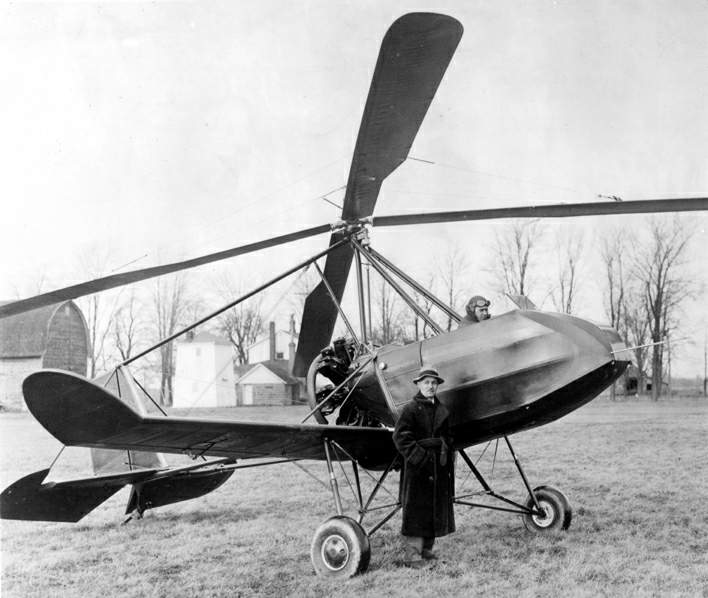
エティエンヌ・ドルモイ（1906）最初の認定航空機の設計者として知られる（米国型式承認番号1-1927）
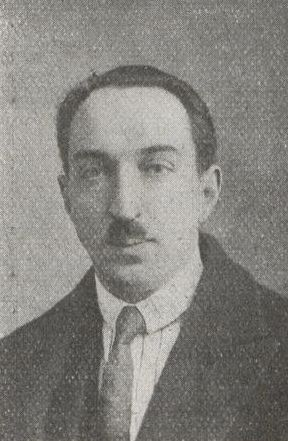
ジャン・ヒューバート（1906）、航空機チーフエンジニア、北大西洋を横断する世界記録の航空機
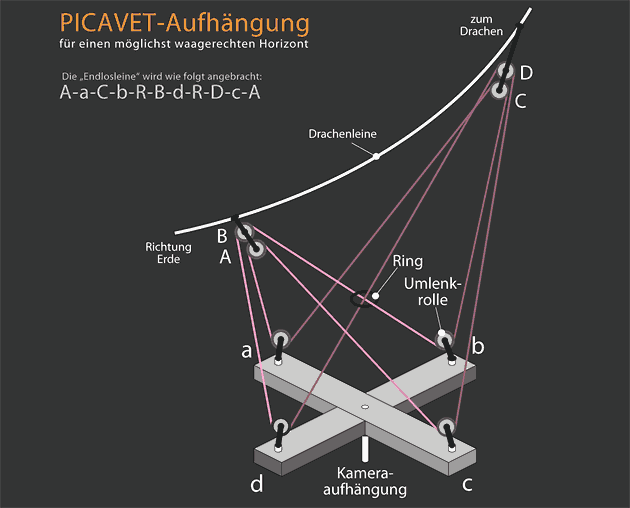
ピエール・ピカヴェット（1912）、航空写真用 のピカヴェットサスペンションの発明者
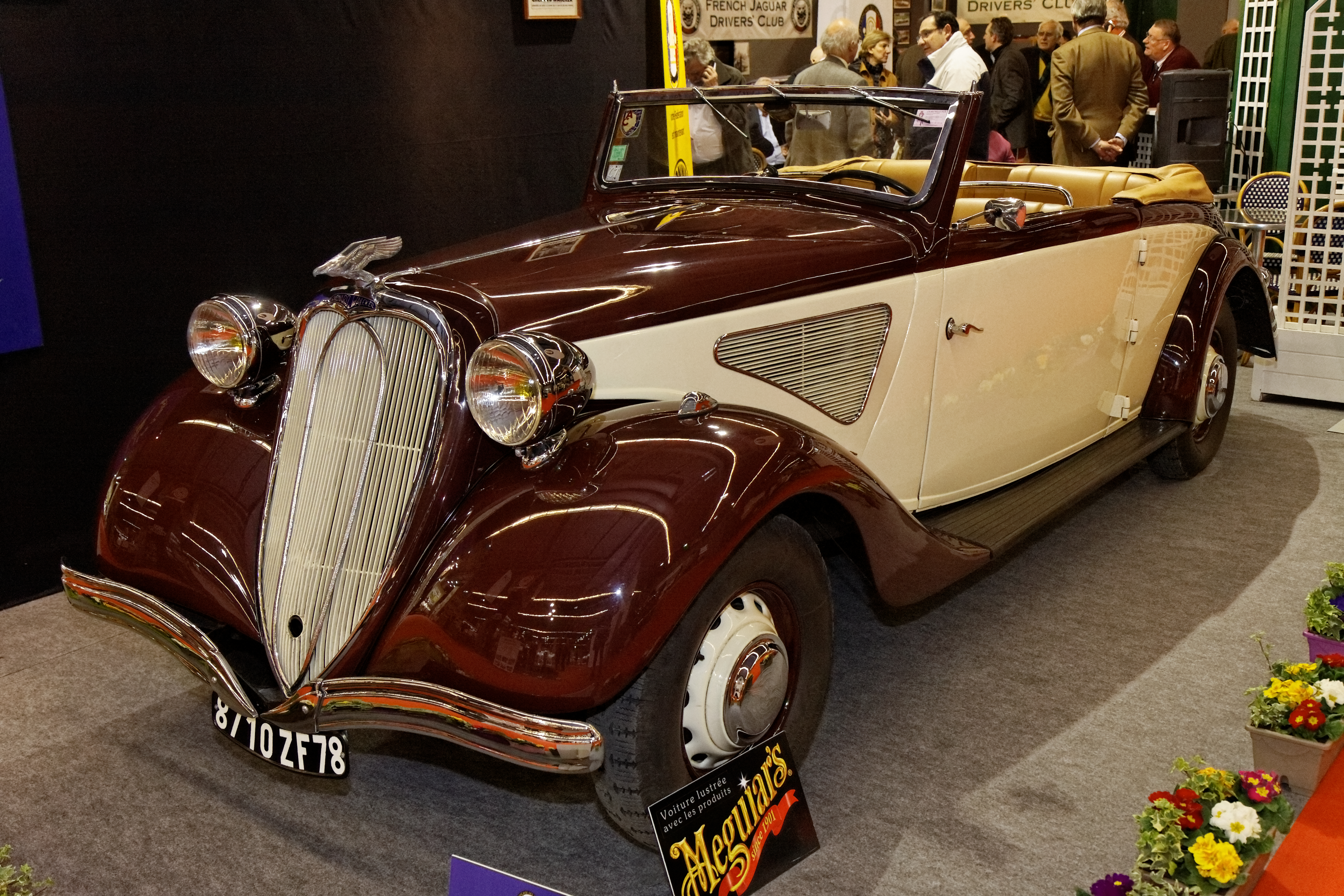
Lucien Chenard（1920）、自動車メーカーChenard etWalcker社 のCEO
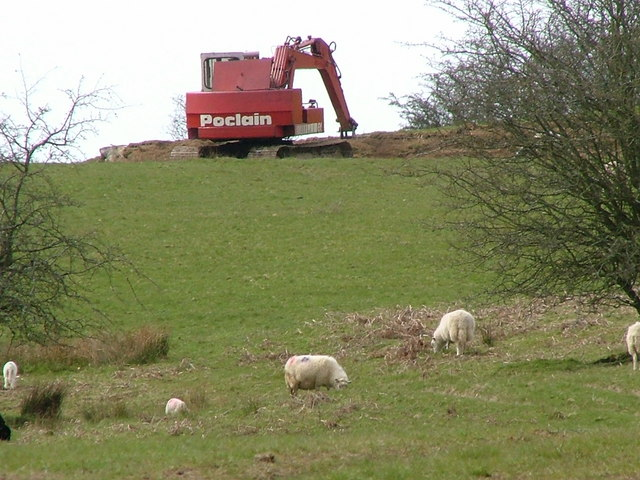
PierreBataille （1946）とJacques Bataille （1944）　Poclain油圧ショベルの発明者
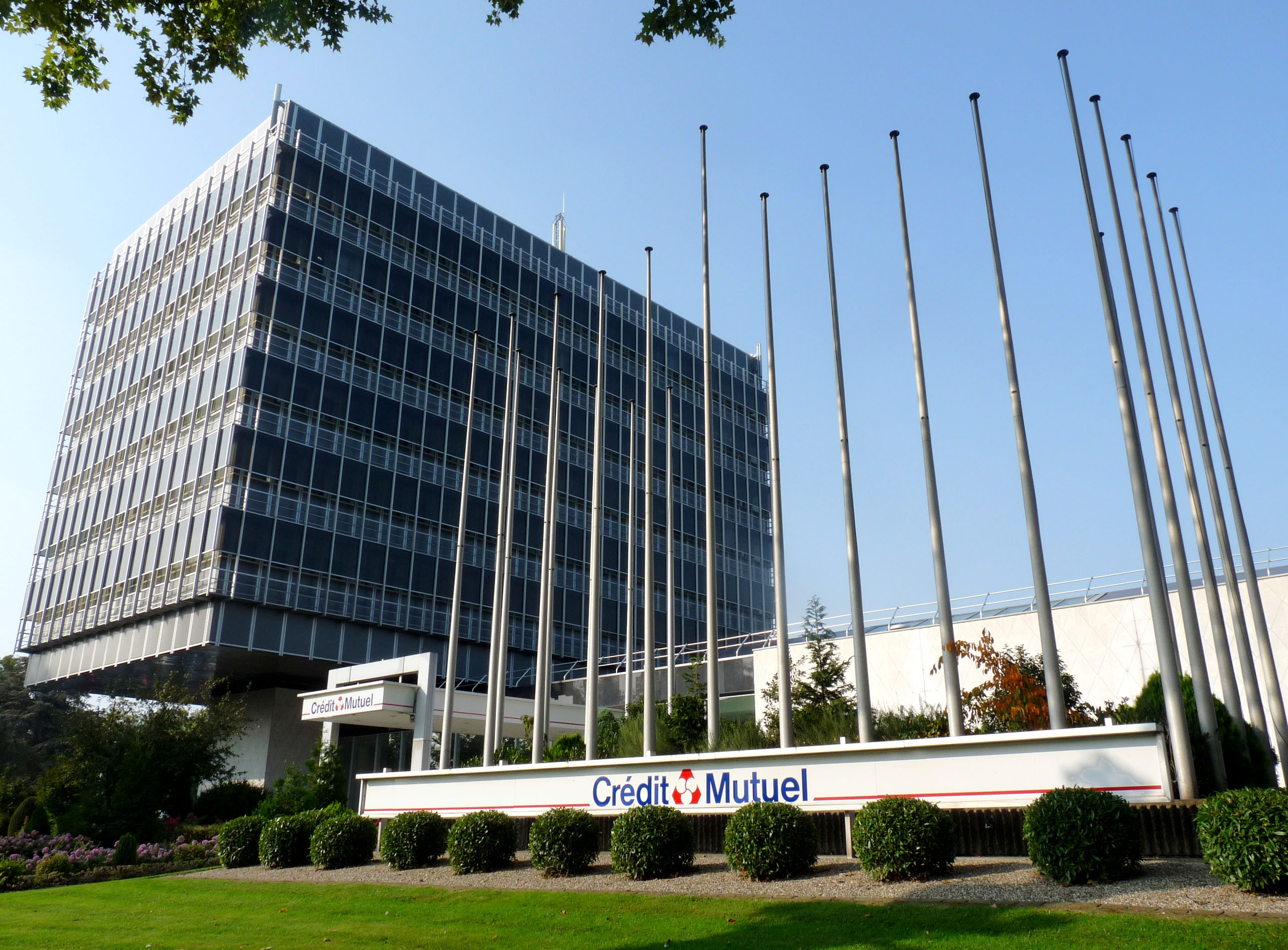
銀行情報技術を開拓し開発したクレディ・ミュチュエル社の社長ミシェル・ルーカス（1965）
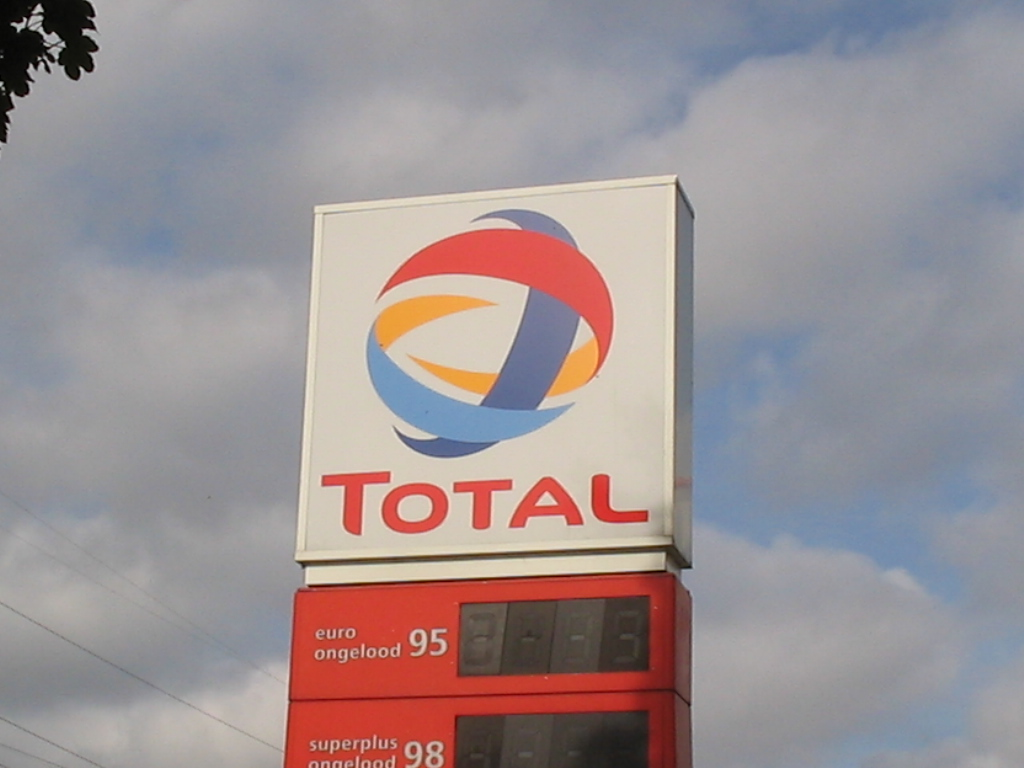
Robert Castaigne（1968）、CFO、Total petroleumcompanyの取締役
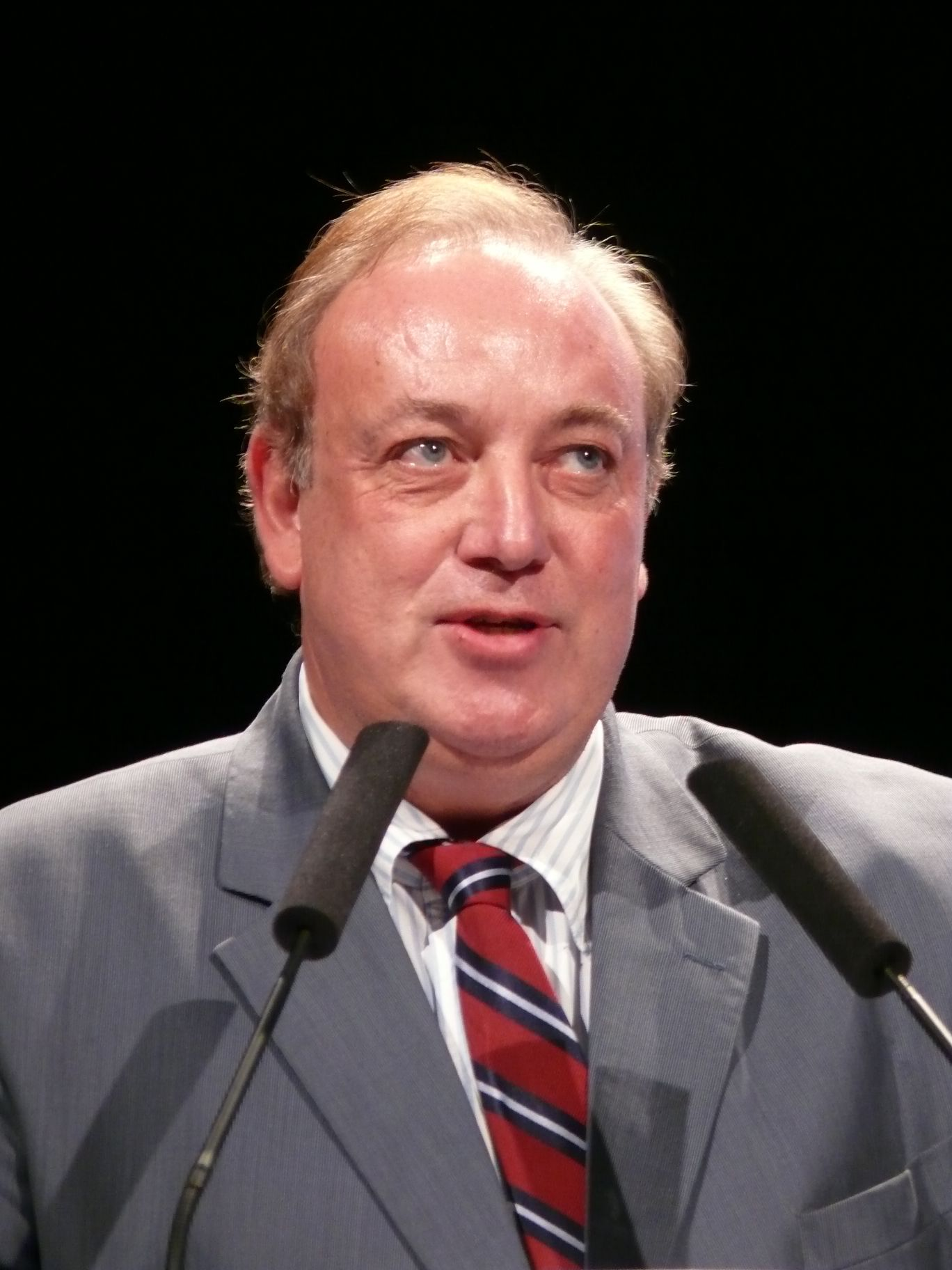
Marc-Philippe Daubresse（1976）、フランスの政治家および政府大臣
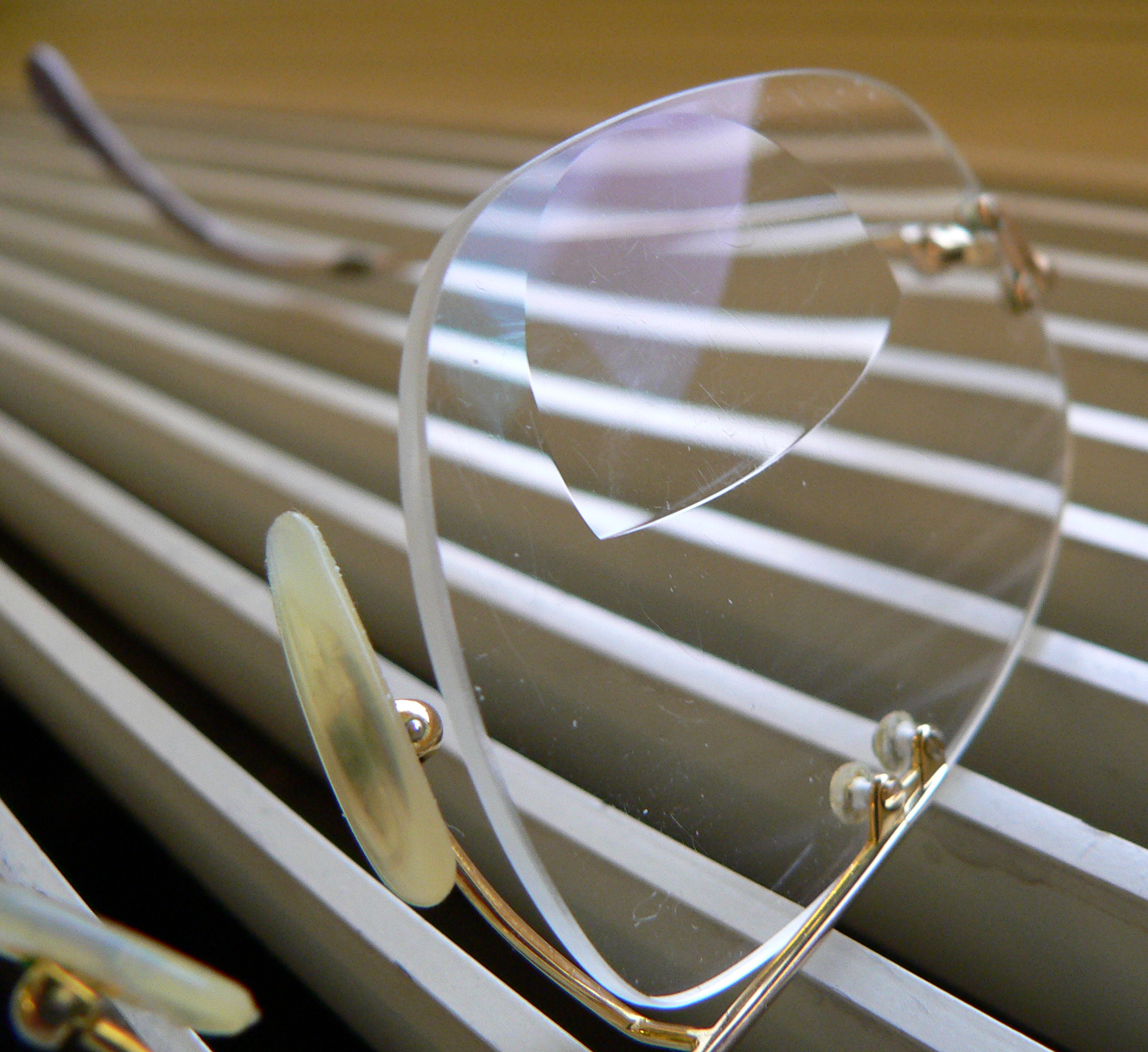
Hubert Sagnières（1980）、眼科用光学機器のメーカーCEO Essilor

## 教育
- 修士 工学 Ingénieur Centralien de Lille (Centralien Graduate engineer Master degree)
- 修士 研究 Masters Research & 博士 Doctorat (PhD doctorate studies)
- 修士 科学 Specialized Masters (Mastère MS Spécialisé).

## 研究所
- 制御工学 計算機科学 信号処理 : LAGIS 研究室 LABORATOIRE D'AUTOMATIQUE, DE GENIE INFORMATIQUE ET SIGNAL
- 機械工学 流体力学 土木工学 : LML 研究室 LABORATOIRE DE MECANIQUE DE LILLE
- 電気工学  パワーエレクトロニクス: L2EP 研究室 LABORATOIRE D'ELECTROTECHNIQUE ET D'ELECTRONIQUE DE PUISSANCE
- 電子工学 ナノテクノロジー: IEMN 研究室 INSTITUT D'ELECTRONIQUE, DE MICROELECTRONIQUE ET DE NANOTECHNOLOGIE
- 化学工学 触媒 固体化学: LCL-UCCS 研究室 UNITE DE CATALYSE ET DE CHIMIE DU SOLIDE
- システム工学 製造業 : 研究室  LABORATOIRE DE GENIE INDUSTRIEL - 研究室 LGIL
- 物質科学 : 研究室 研究室 EQUIPE SCIENCES DES MATERIAUX